# Hotel California (album)
A Hotel California egy 1976-os  Eagles album. Szerepel az 1001 lemez, amit hallanod kell, mielőtt meghalsz című könyvben.

## Az album dalai
| 1. | Hotel California      | Don Felder Don Henley Glenn Frey | Don Henley | 6:30 |
| 2. | New Kid in Town       | Henley Frey J.D. Souther         | Glenn Frey | 5:04 |
| 3. | Life in the Fast Lane | Henley Frey Joe Walsh            | Henley     | 4:46 |
| 4. | Wasted Time           | Henley Frey                      | Henley     | 4:55 |

| 1. | Wasted Time (Reprise)     | Henley Frey Jim Ed Norman  | instrumentális | 1:22 |
| 2. | Victim of Love            | Henley Frey Felder Souther | Henley         | 4:11 |
| 3. | Pretty Maids All in a Row | Walsh Joe Vitale           | Joe Walsh      | 4:05 |
| 4. | Try and Love Again        | Randy Meisner              | Randy Meisner  | 5:10 |
| 5. | The Last Resort           | Henley Frey                | Henley         | 7:25 |

## Helyezések

### Album
| Év   | Lista                                 | Helyezés |
| ---- | ------------------------------------- | -------- |
| 1977 | Billboard Country Albums              | 10       |
| 1977 | Billboard 200                         | 1        |
| 1977 | Ausztrál Kent Music Report albumlista | 1        |

### Kislemezek
| Év   | Kislemez              | Lista              | Helyezés |
| ---- | --------------------- | ------------------ | -------- |
| 1977 | New Kid in Town       | Adult Contemporary | 2        |
| 1977 | New Kid in Town       | Country Singles    | 43       |
| 1977 | New Kid in Town       | Pop Singles        | 1        |
| 1977 | Hotel California      | Pop Singles        | 1        |
| 1977 | Life in the Fast Lane | Pop Singles        | 11       |

## Díjak

### Grammy-díj
| Év   | Győztes          | Kategória                                 |
| ---- | ---------------- | ----------------------------------------- |
| 1977 | New Kid in Town  | Grammy-díj a legjobb ének-hangszerelésért |
| 1978 | Hotel California | Grammy-díj az év felvételéért             |

### Jelölés
| Év   | Jelölt           | Kategória                     |
| ---- | ---------------- | ----------------------------- |
| 1977 | Bill Szymczyk    | Grammy-díj az év producerének |
| 1978 | Hotel California | Grammy-díj az év daláért      |
| 1978 | Hotel California | Grammy-díj az év albumáért    |

## Közreműködők
- Don Felder – akusztikus gitár, slide gitár, elektromos gitár, pedal steel gitár, steel gitár, ének
- Glenn Frey – gitár, szintetizátor, zongora, billentyűsök, clavinet, ének
- Don Henley – dob, ütősök, szintetizátor, ének
- Randy Meisner – basszusgitár, akusztikus gitár, guitarron, ének
- Joe Walsh – elektromos gitár, slide gitár, akusztikus gitár, lap steel gitár, billentyűsök, zongora, orgona, szintetizátor, ének
- Jim Ed Norman – karmester
- Sid Sharp – koncertmester